# I Never Told You
"I Never Told You" là bài hát do nữ ca sĩ kiêm sáng tác người Mỹ Colbie Caillat thể hiện, trích từ album phòng thu thứ hai của cô mang tên Breakthrough. Bài hát này được phát hành vào ngày 16 tháng 2 năm 2010 tại Hoa Kỳ dưới dạng đĩa đơn thứ hai và là đĩa đơn cuối cùng của album trên.
Bài hát là một bản ballad power pop được chắp bút bởi Caillat, Jason Reeves và Kara DioGuardi. Lời bài hát kể về tình cảm của cô dành cho một người mà cô chưa từng thổ lộ. Bài hát này nhận được nhiều đánh giá tích cực từ phía các nhà phê bình âm nhạc. Trên các bảng xếp hạng, bài hát thể hiện tương đối tốt, khi đạt vị trí thứ 48 trên bảng xếp hạng Billboard Hot 100 vị trí thứ 3 trên Adult Pop Songs.

## Bối cảnh thực hiện
Trong bài hát 'I Never Told You,' Colbie Caillat tiết lộ rằng cô vẫn còn tình cảm cho một người trong quá khứ và cảm thấy nhớ nhung anh ta.
Caillat viết ca khúc này trong lúc cô đang đi lưu diễn tại Châu Âu, trong một phòng tắm tại khách sạn. Cô chia sẻ cho Starpulse.com rằng: "Tôi viết nó về một người mà tôi chia tay trước đó rằng ngay lúc đó tôi vẫn nhớ đến anh ta." Bài hát sau đó được hoàn thành trong buổi "hội trại sáng tác" trong vòng 3 tuần tại Hawaii mà Caillat tổ chức cùng với những ca sĩ kiêm sáng tác khác như Jason Reeves và giám khảo Thần tượng âm nhạc Mỹ Kara DioGuardi.

## Đánh giá chuyên môn
Trong bài đánh giá về album "Breakthrough", Sal Cinquemani từ Tạp chí Slant cho rằng "Kara Dioguardi xứng đáng nhận được sự tán dương vì đã giúp Caillat truyền tải được một trong những màn trình diễn đầy cảm xúc nhất từ trước đến nay trong bài hát u sầu "I Never Told You"; trong bất kì album nào khác, bài hát này có thể bị xem như là một bài hát dùng để lấp đầy album một cách xoàng xĩnh, mà ở đây, nó trở thành một điểm nhấn của album [Breakthrough].".

## Quảng bá
Colbie bắt đầu quảng bá cho bài hát này trên chương trình Jimmy Kimmel Live! vào ngày 8 tháng 1 năm 2010. Sau đó, cô cũng xuất hiện trong The Tonight Show with Jay Leno vào ngày 11 tháng 3 năm 2010.

## Video âm nhạc
Một video âm nhạc chính thức được phát hành trên Vevo.com vào ngày 2 tháng 4 năm 2010. Nó bao gồm nhiều cảnh mà Colbie đang hát trong khi đang vẽ và nhiều cặp đôi chia cách nhưng cuối cùng quay lại, bao gồm cả cô và người tình của cô. Video sử dụng một bản phối khác của bài hát (bản phối theo đĩa đơn), khi nó ngắn hơn bản gốc trong album và lặp lại đoạn lời "Oh no, I never told you" cho đến hết bài hát. Phiên bản này của bài hát được phát hành vào tháng 7 năm 2010. Video ca nhạc này cũng đã đạt vị trí quán quân trên VH1 Top 20 Video Countdown.

## Diễn biên trên các bảng xếp hạng
Bài hát mở đầu tại vị trí thứ 99 trên Billboard Hot 100 trong tuần lễ ngày kết thúc bằng ngày 10 tháng 4 năm 2010 và sau đó đạt đến vị trí thứ 48. Bài hát là một thành công lớn trên Adult Pop Songs, khi trụ vững trong suốt 55 tuần và đạt vị trí thứ 3. Nó còn đạt vị trí thứ 11 trên bảng xếp hạng Adult Contemporary và xuất hiện trong vòng 10 tuần. Bài hát này còn đạt vị trí thứ 54 trên Billboard Radio Songs và thứ 43 trên Hot Digital Songs.
Do có rất nhiều lượt nghe được yêu cầu, bài hát này đạt vị trí thứ 4 trên bảng xếp hạng tổng kết cuối năm của Hot Adult Pop Songs. "I Never Told You" sau đó được chứng nhận đĩa Vàng bởi Hiệp hội Công nghiệp ghi âm Hoa Kỳ (RIAA) với 625,000 bản được tiêu thụ.

## Các bảng xếp hạng
| Bảng xếp hạng (2009–10)         | Thứ hạng cao nhất |
| ------------------------------- | ----------------- |
| US Billboard Hot 100            | 48                |
| US Billboard Adult Pop Songs    | 3                 |
| US Billboard Adult Contemporary | 11                |

## Lịch sử phát hành
| Quốc gia | Ngày                | Nhãn đĩa           | Định dạng                                 |
| -------- | ------------------- | ------------------ | ----------------------------------------- |
| Hoa Kỳ   | 6 tháng 11 năm 2009 | Universal Republic | Tải nhạc số (Imeem)                       |
| Hoa Kỳ   | 16 tháng 2 năm 2010 | Universal Republic | Đài truyền thanh                          |
| Hoa Kỳ   | 29 tháng 6 năm 2010 | Universal Republic | Top 40 Mainstream Radio (phiên bản radio) |